# NGC 2023
NGC 2023 – mgławica refleksyjna znajdująca się w konstelacji Oriona w odległości blisko 1500 lat świetlnych od Ziemi. Została odkryta 6 stycznia 1785 roku przez Williama Herschela. Mgławica ta rozciąga się na przestrzeni 4 lat świetlnych.

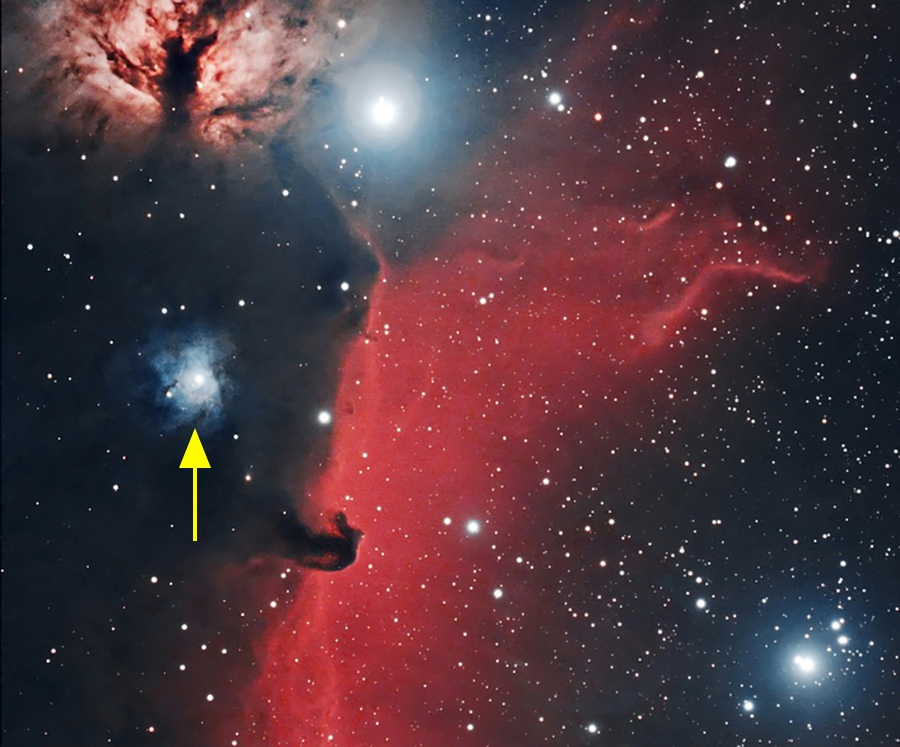
Lokalizacja NGC 2023

NGC 2023 znajduje się w pobliżu Mgławicy Koński Łeb oraz Mgławicy Płomień. Otacza ona młodą masywną gwiazdę typu widmowego B HD 37903. Energia tej gwiazdy oświetla mgławicę w takim stopniu, że ma ona stosunkowo wysoką jasność powierzchniową i jest stosunkowo łatwym obiektem do badań. W materiale, z którego powstała mgławica NGC 2023 formują się nowe gwiazdy. Fale gazu otaczające gwiazdę są 5000 razy gęstsze niż ośrodek międzygwiazdowy. Niezwykłe zielonkawe bąble to prawdopodobnie obiekty Herbiga-Haro. Fale uderzeniowe pobudzają gaz do świecenia, tworząc obserwowane w mgławicy nieprzewidywalne formy.